# زرع الدماغ

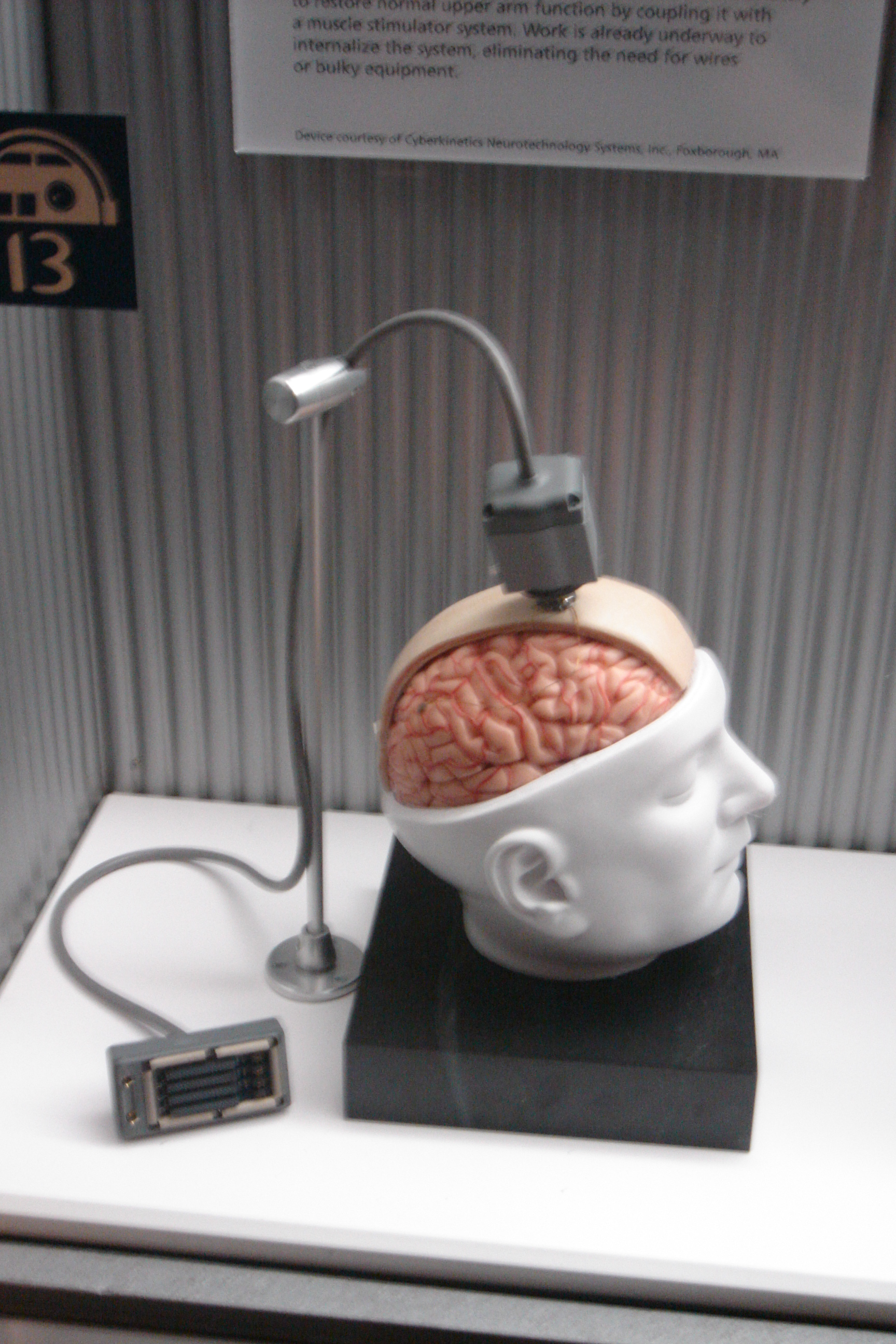
هذه صورة لواجهة BrainGate وهمية كانت في معرض Star Wars في متحف بوسطن للعلوم في أكتوبر 2005.

زَرْعِ الدماغ (بالإنجليزية: brain transplant)‏ أو الزِراعةِ الكاملة للجسم (بالإنجليزية: whole-body transplant)‏ هي عملية يتم فيه زرع دماغ كائن حي في جسم آخر، وهي عملية مختلفة عن زرع الرأس التي تشمل نقل الرأس بأكمله إلى جسد جديد بدلا من الدماغ فقط. نظريا، يمكن منح الشخص الذي يعاني من فشل متقدم في أجهزة الجسم جسد جديد مع الحفاظ على شخصيتهم الخاصة، وذكرياتهم، والوعي من خلال تلك العملية.
لم يتم إجراء أي عملية زرع دماغ في الإنسان. ولكن قام جراح الأعصاب روبرت وايت بنقل رأس قرد إلى جسد قرد آخر بلا رأس، وظهرت قراءات أمواج الدماغ طبيعية في وقت لاحق. كان يعتقد أن الدماغ جهاز متميز مناعيا لأن الجهاز المناعي للمضيف لم يهاجمه في البداية ولكن رد الفعل المناعي تسبب في وفاة القرد بعد تسعة أيام. ولكن اعتبر زرع المخ والأفكار ومثيلاتها دربا من دروب الخيال العلمي.

## التحديات القائمة
أحد أهم العواقب التي واجهتها هذه العملية هي عدم قدرة الأنسجة العصبية على الشفاء بشكل سليم فحدوث ندب في الأنسجة العصبية ينتج عنه عدم القدرة على نقل الإشارة العصبية بشكل سليم (ولذلك فإن الإصابة في الحبل الشوكي تكون مدمرة). ومع ذلك، فإن البحوث الحديثة في معهد ويستار من جامعة بنسلفانيا على تجديدالأنسجة في الفئران (المعروف باسم الفأر مرل) قد توفر مؤشرات لمزيد من البحث عن كيفية تجديد الأعصاب دون تندب.
يمكن استخدام حاسوب العقل الوسيط لربط الاشخاص بأجسادهم كحل بديل. فلقد أظهرت دراسة  اُستخدم فيها القرد كموضوع للبحث، أنه يمكن استخدام الأوامر مباشرة من الدماغ متجاوزة الحبل الشوكي وتمكين وظيفة اليد. ومن مزايا هذا الوسيط أنه يمكن تعديله جراحيا فلا يمكن إعادة وصل الأعصاب دون جراحة.
وأيضا يجب أن يكون عمر المتبرع بالجسد مناسبا حتى تكون العملية علمية، فلا يمكن لدماغ الشخص البالغ أن يلائم جمجمة لم تكتمل نموها.ويكتمل نمو الجمجمة في سن 9-12 سنة.
ومع ذلك في بادئ الأمر كان يعتقد أن الدماغ جهاز متميز مناعيا لذا فإن الرفض لن يكون مشكلة وكانت هذه إحدى مزايا الزرع، فالخلايا المناعية للجهاز العصبي المركزي تساهم في الحفاظ علي تكوين الخلايا العصبية وقدرات التعلم المكاني وبالتالي فإن الدماغ المزروع لن يكون عائقا ضد عملية الزرع.(إن صعوبة عمليات زرع الأعضاء الأخرى مثل الكبد والكلية هو الرفض العنيف الذي يتم عند الزرع). .)

## زرع الدماغ الجزئي
في عام 1982، حقق الدكتور دوروثي كريجر، رئيس الغدد الصماء في مركز مونت سيناي الطبي في مدينة نيويورك نجاحا في الزرع الجزئي للدماغ في الفئران.
وفي عام 1998، حاول فريق من الجراحين من مركز جامعة بيتسبرغ الطبي زرع مجموعة من خلايا الدماغ إلى ألما سيراسيني، التي عانت من سكتة دماغية شديدة تسببت في فقدان الحركة في أطرافها اليمنى فضلا عن محدودية الكلام. وكان أمل الفريق هو أن تقوم الخلايا بتصحيح الأضرار المذكورة.

## مفاهيم مشابهه
- أن زرعة كاملة الجسم هي إحدى وسائل لوضع الوعي في جسم جديد والتي تم استكشافها من قبل كل من العلماء والكتاب.
- استخدم إدغر رايس بوروس، العقل المدبر للمريخ، جراحا الذي يقوم بذلك كعملية رئيسية له، ورجلا من الأرض، الراوي والشخصية الرئيسية يتم تدريبهم على القيام بذلك أيضا.
- في قصص نيل جونز (1931)، بروفيسور جيمسون الشخصية الرئيسية للقصة وهو آخر رجال الأرض، الذي تم حفظ دماغه من قبل بعض سايبربانك الغريبة ويسمى زوروميس من خلال وضعها في جسد إنسان ألي مما جعله خالدا.
- رواية الخيال العلمي «لن أخشى أي شر» لروبرت هاينلين في عام 1970، والذي تتميز بان الشخصية الرئيسية الذي يدعي يوهان سيباستيان باخ سميث والذي تمت زراعة دماغه كاملا في جسد سكرتيره المتوفي.
- توجد عملية مماثلة في الخيال العلمي حيث يتم نقل وعي شخص إلى شخص آخر دون الحاجة إلى نقل الدماغ، ويوجد هذا في كثير من المصادر وغالبا مايكون عن طريق تبادل جسدين بين ابطال مسلسل تلفزيوني فقد حدث في سلسلة ستار تريك الاصلية مرتان، وفي درملاند (الملف X)، وفي مسلسل دكتور هو «ميندوارب»، وفي مسلسل فريكي فرايداي «الجمعة الضيعة»، وفارسكيب، وستارغيت سغ-1، وبافي القاتل مصاص الدماء، والدمية، والقزم الأحمر، والصورة الرمزية، ظلال داكنة. وبما أنه لا يوجد نقل للدماغ فانه يختلف عن عملية زراعة الجسد.
- في فيلم الرعب «مفتاح الهيكل العظمي»، تكتشف بطلة الرواية، كارولين، أن الزوجين القدماء اللذان تبحث عنهم هما طبيبان ساحران من فقراء فودو اللذان سرقا جثة اثنين من الشباب الاغنياء في رعايتهم باستخدام طقوس خاصة تسمح لهم بمقايضة الروح بالجسد.ولسوء الحظ قام الزوجان الشريران بخداع كارولين ومحاميهم بنفس العملية وعلق كلاهما في نهاية المطاف في الهيئات القديمة غير قادرين على الكلام في حين أن الطبيبين الساحرين يمشون باجسادهم الشابة.
- في قصة آن رايس سارق الجسد، ليستات، مصاص الدماء الذي اكتشف رجلا يدعا راجلان جيمس الذي تمكن من نقل جسده إلى جسم شخص آخر. يطلب ليستات منه ان يستخدم هذا الاجراء عليه ليعود انسان مرة أخرى، ولكن سرعان ما يكتشف انه ارتكب خطأ كبيرا واضطر إلى استعادة جيمس في شكل مصاص الدماء حتى يتمكن من استعادة جسده مرة أخرى.
- روج مارفين مينسيكي الي نفس الفكرة من تحميل الافكار، ووجهة نظر ميكانيكية من الذكاء الصناعي، ونظرة متفائلة بشأن الذكاء الاصطناعي، وهو أيضا هدف رايليسم، وهي عيادة صغيرة مقرها في ولاية فلوريدا وفرنسا وكويبك. في حين أن الهدف النهائي من الزرع هو نقل الدماغ الي جسد جديد وتحسينه باستخدام علم الوراثة واجراءات طبية أخرى.
- هناك موضوع ادبي مماثل آخر وان كان مختلفا عن الاجراءين السابقين، وهو زراعة الدماغ البشري الي جسم انسان الي، على سبيل المثال، وفولميتال الخيميائي، وشبح في وعاء، وروبوكوب، ودي سي كوميكس، والسايبربانك من مسلسل دكتور هو، وسيكس في اسطورة الكثبان الرملية، وفي حلقة كاملة من مسلسل ستار تريك سُرق دماغ سبوك وتم تثبيته في هيكل يشبه الكمبيوتر الكبير، وفي «أنا مود» الذي يعرض الخلود في جسد روبوت، والرواية الجديدة حصاد النجوم من قبل بول أندرسون حيث يتعرض الكثير من الشخصيات الأساسية لعملية الزرع ويتناول القرارات الصعبة التي يتعرض لها الإنسان جراء التفكير في مثل هذه العملية.وفي حرب النجوم والكون الواسع تم إنشاء روبورت الظلال من خلال أخذ أدمغة طيارين المقاتلة تي المصابين بإصابات خطيرة ووضعها في شرنقة تحتوي على سوائل مغذية وربطها جراحيا باجهزة إلكترونية ثم منحت أجهزة استشعار خارجية وأجهزة الكمبيوتر التكتيكية والتحكم في الطيران، التي زادت من ردود الفعل الخاصة بهم وراء الحد البيولوجي على حساب إنسانيتهم. كما شبعهم الإمبراطور بالباتين بالجانب المظلم ومنحهم الحاسة السادسة وجعلهم تحت إمرته وإرادته.